# اورجک
اورجک یک روستا در ایران است که در دهستان اوریاد واقع شده‌است. اورجک ۱۷۵ نفر جمعیت دارد.